# Халілабад (Марказі)
Халілабад (перс. خليل اباد) — село в Ірані, у дегестані Чагар-Чешме, у бахші Камаре, шагрестані Хомейн остану Марказі. За даними перепису 2006 року, його населення становило 534 особи, що проживали у складі 150 сімей.

## Клімат
Середня річна температура становить 11,49°C, середня максимальна – 30,88°C, а середня мінімальна – -12,14°C. Середня річна кількість опадів – 229 мм.
| Клімат поселення                              | Клімат поселення | Клімат поселення | Клімат поселення | Клімат поселення | Клімат поселення | Клімат поселення | Клімат поселення | Клімат поселення | Клімат поселення | Клімат поселення | Клімат поселення | Клімат поселення | Клімат поселення |
| Показник                                      | Січ.             | Лют.             | Бер.             | Квіт.            | Трав.            | Черв.            | Лип.             | Серп.            | Вер.             | Жовт.            | Лист.            | Груд.            |                  |
| Середній максимум, °C                         | 6,99             | 8,77             | 13,24            | 19,56            | 24,95            | 30,74            | 30,88            | 30,63            | 26,04            | 19,40            | 12,40            | 7,08             |                  |
| Середня температура, °C                       | −2,58            | −0,8             | 3,66             | 10,00            | 15,38            | 21,16            | 24,98            | 24,74            | 20,15            | 13,52            | 6,52             | 1,18             |                  |
| Середній мінімум, °C                          | −12,14           | −10,36           | −5,92            | 0,43             | 5,79             | 11,60            | 19,10            | 18,85            | 14,25            | 7,64             | 0,62             | −4,72            |                  |
| Норма опадів, мм                              | 37               | 36               | 42               | 29               | 20               | 3                | 2                | 1                | 0                | 6                | 22               | 31               |                  |
| Середньомісячна швидкість вітру, м/с          | 1.26             | 1.91             | 2.36             | 2.65             | 2.46             | 2.30             | 2.26             | 2.12             | 2.10             | 1.84             | 1.71             | 1.30             |                  |
| Середньомісячна сонячна радіація, кДж/м²·день | 9913             | 13095            | 15642            | 18815            | 22671            | 26817            | 25853            | 24385            | 21586            | 16247            | 11485            | 9526             |                  |
| --------------------------------------------- | ---------------- | ---------------- | ---------------- | ---------------- | ---------------- | ---------------- | ---------------- | ---------------- | ---------------- | ---------------- | ---------------- | ---------------- | ---------------- |
| Джерело:                                      |                  |                  |                  |                  |                  |                  |                  |                  |                  |                  |                  |                  |                  |